# General Spanky
General Spanky (bra O Grande Generalzinho) é um filme norte-americano de 1936, do gênero comédia, dirigido por Gordon Douglas e Fred C. Newmeyer e estrelado por 'Spanky' McFarland e Phillips Holmes.
Incongruente, lenta e mais peculiar que engraçada mistura de personagens da Our Gang com romance entre adultos, durante a Guerra de Secessão.

## Sinopse
Guerra Civil Americana. Spanky, engraxate órfão, leva a vida em um barco no Rio Mississippi, mas é obrigado a abandoná-lo após expor as atividades desonestas do jogador Simmons. Junto com ele, vai o amigo Buckwheat, criança escrava fugitiva. São recolhidos pelo jovem Marshall Valiant, que está de partida para a guerra. Marshall dá aos dois a missão de proteger sua amada, Louella Blanchard, enquanto está fora. Com isso, Spanky, forma uma "guarda doméstica", composta por Buckwheat, Alfalfa, Porky e outros garotos das redondezas. Animados, propõem-se a desbaratar um regimento da União, comandado -- vejam só! -- pelo grande inimigo de Spanky, o vigarista Simmons.

## Premiações
| Prêmio | Categoria             | Recipiente                    | Situação                    |
| ------ | --------------------- | ----------------------------- | --------------------------- |
| Óscar  | Melhor mixagem de som | William Randall, Elmer Raguse | Indicado[carece de fontes?] |

## Elenco
| Ator/Atriz         | Personagem        |
| ------------------ | ----------------- |
| 'Spanky' McFarland | Spanky            |
| Phillips Holmes    | Marshall Valient  |
| Ralph Morgan       | General Yankee    |
| Irving Pichel      | Simmons           |
| Rosina Lawrence    | Louella Blanchard |
| Billie Thomas      | Buckwheat         |
| Carl Switzer       | Alfalfa           |
| Hobart Bosworth    | Coronel Blanchard |
| Louise Beavers     | Cornelia          |
| Willie Best        | Henry             |
| Eugene Lee         | Porky             |